# Système vicésimal

Chiffres de Kaktovik : un système vicésimal.

Le système vicésimal (ou vigésimal) est un système de numération utilisant la base vingt. Dans les langues du monde entier il est très souvent couplé au système quinaire. 
Vingt correspond au nombre de doigts et d'orteils que possède l'être humain. On peut distinguer le système vicésimal pur, ayant exclusivement pour principe la base vingt, et le système vicésimal partiel, résultant de la combinaison d'une base dix avec une base vingt.

## Histoire
Pour Georges Ifrah, la plus grande partie de l'Europe, une bonne fraction de l'Asie occidentale et presque partout en Amérique, les numérations orales vicésimales auraient une origine commune, celles de leur fond commun de peuplades préhistoriques. 
En Europe, certains pensent que ce système a une origine pré-indo-européenne, caucasienne, basque ; il existait peut-être en étrusque. En effet, le basque, ainsi que l'albanais gardent des traces évidentes du système vigésimal qui est la règle dans les langues paléocaucasiennes, en sumérien et en élamite. 
Les peuples Indo-Européens venus s'installer en Europe, bien que disposant d'une numération originellement fondés sur la base dix, rencontrèrent sur place des populations indigènes usant de comptes fondés sur la base 20. Ils en subirent une telle influence qu'ils adoptèrent le compte vicésimal, au moins pour les nombres les plus courants. Ce qui explique que le système vicésimal ait persisté partiellement, dans certaines langues européennes, à côté du système décimal.
Les traces de ce système se trouvent dans le danois, à côté du système décimal, dans les langues celtiques, en français, en portugais (Tras-os-Montes), en espagnol (Zamora), en italien du sud. En effet, le mot vingt et ses équivalents italien et espagnol (venti et veinte) se sont formés de manière apparemment indépendante, puisqu'il aurait dû s'écrire decem-duo « dix-deux ».  Enfin, ces traces se rencontrent en albanais (tosque) et en dialecte slovène d’Italie dans la vallée de Resia. Dans les langues anciennes d’Asie Mineure, des adjectifs numéraux au-dessus de 20 n’ont pas été attestés. 
En anglais, aussi influencé par les Celtes, on trouve le système vicésimal employé avec le mot ancien score « vingt » depuis longtemps : chez Shakespeare (« a cannon will shoot point-blank twelve score » « un canon tirera douze vingt (240) à bout portant », dans Les Joyeuses Commères de Windsor) de même qu'au début du discours de Gettysburg d'Abraham Lincoln : « Fourscore and seven years ago… » « Il y a quatre-vingt-sept années… ».

Représentation des vingt chiffres mayas à l'aide de traits et points.

En Amérique, plusieurs numérations écrites vicésimales sont attestées en Mésoamérique : celle des Aztèques, additive, et celle des scribes mayas de l'époque classique, positionnelle, particulièrement utilisée pour noter les dates (dites du compte long) comptées en tun (année de compte valant 360 jours). Cette dernière se présente sous deux jeux de caractères : les chiffres de style « point et barre » ou les chiffres de style « céphalomorphe », chacun de ces deux jeux de caractères comporte un chiffre zéro (zéro de position).

## En français
Sous l'influence des langues pré-indo-européennes, le français conserve des vestiges jusqu'à nos jours, dans les numéraux. Au Moyen Âge, on trouve ainsi les formes vingt et dix (30), deux vingt (40), deux vingt et dix (50), trois vingt (60), etc. Une ancienne attestation, « VII vinz liverez et IIII », dans les Lois de Guillaume le Conquérant, au XIe siècle, peut laisser penser à une origine normande, le système vicésimal se retrouvant aussi en danois. Les linguistes penchent cependant traditionnellement pour un héritage du gaulois, les langues celtiques modernes possédant ou ayant possédé une numération par vingt. Mais les dizaines supérieures à vingt sont en réalité inconnues en gaulois, à l'exception d'une forme, peut-être latinisée, pour « trente », or cette forme n'est pas vicésimale. L'hôpital des Quinze-Vingts, fondé à Paris en 1260, qui accueillait à l'origine trois cents lits pour loger trois cents vétérans aveugles, témoigne également de cet usage. 
Dès la fin du Moyen Âge, il est progressivement supplanté par le système décimal - trente, quarante, cinquante, soixante. Mais pour les trois dernières dizaines précédant cent, cette évolution ne s'est pas partout diffusée de la même façon dans la francophonie au cours de l'époque moderne.
En Belgique, au Luxembourg et en Suisse romande, les mots septante et nonante sont aujourd'hui officiels, avec l'addition de huitante pour une partie de la Suisse romande ; alors que quatre-vingts est utilisé à Genève, dans le canton de Neuchâtel et dans le Jura.
Ces formes décimales sont également employées en République démocratique du Congo, au Rwanda et au Burundi, qui étaient colonisés et administrés par la Belgique jusqu'à leur indépendance.
En France, on retrouve encore au XVIe siècle dans la langue des campagnes, les expressions numériques six vingts, sept vingts, et on compte encore les arpents sous la forme sept à huit vingt ou sept vingt dix. Au XVIIe siècle, l'Académie française et les auteurs de dictionnaires, sous l'influence de Vaugelas et de Ménage, préfèrent adopter les formes vicésimales soixante-dix, quatre-vingts et quatre-vingt-dix. Les trois formes décimales septante, octante et nonante sont cependant conservées dans toutes les éditions du Dictionnaire de l'Académie française ; et elles restent connues dans l'usage parlé de nombreuses régions de l'Est et du Midi de la France. En 1945, les Instructions officielles en conseillaient l'emploi pour faciliter l'apprentissage du calcul.
Les pays francophones issus de l'empire colonial français ont adopté les formes vicésimales de l'ancienne métropole ; à l'exception de l'Acadie, à l'extrême Sud de la Nouvelle-Écosse au Canada, où les formes décimales sont en usage.

## Usages
Aujourd'hui, on en trouve une utilisation plus ou moins prononcée dans plusieurs langues, en particulier en Europe. Mais le système décimal prédomine généralement, car peu de langues possèdent des termes pour 400, 8 000, etc.
Le système vicésimal est utilisé :
- en albanais[4] ;
- en anglais, le mot fourscore signifie quatre-vingts ;
- en basque[4], par exemple 57 se dit berrogeita hamazazpi soit berrogei (« deux vingt »), eta (« et ») et hamazazpi (« dix-sept »). ;
- traditionnellement dans les langues celtiques (breton, cornique, gaélique écossais[9], gallois, irlandais, mannois), en concurrence avec un système décimal ;
- en français de manière résiduelle, en Belgique, au Canada, en France et dans certains cantons romands de Suisse dans la lecture de 80, quatre-vingts, ou en France dans la dénomination de l'hôpital des Quinze-Vingts, qui abritait 300 lits ;
- en géorgien, où la base vingt est utilisée en dessous de cent, avec les formes ოცდაათი oc'daat'i vingt et dix (30), ორმოცი ormoc'i deux vingt (40), ორმოცდაათი ormoc'daat'i deux vingt et dix (50), etc., comme dans le français du Moyen Âge ; l'un des dialectes de la montagne géorgienne, le khevsour, parlé en Khevsourétie, utilise quant à lui la base vicésimale au-delà de cent, 120 s'y dit six vingt, 140 sept vingt, etc., le système devenant décimal seulement à partir de mille ;
- en Grande-Bretagne, Yan Tan Tethera est une comptine traditionnelle des bergers utilisant un système de numérotation dérivé du celtique, sur la base du nombre vingt ;
- en danois, à partir du nombre 50, où il est fait référence à la base 20. 50 (halvtreds) est exprimé comme 3 (moins une moitié) × 20, 60 (tres) est exprimé comme 3 × 20, ainsi de suite jusqu'à 90 ;
- en italien, dans les dialectes de l'Italie du Sud, surtout sicilien (20 = ventine)[10] ;
- en ingouche et en tchétchène ;
- en tzeltal ;
- en yoruba, qui recourt très largement au système vicésimal et utilise également 200 (igba ou igbéo) et 2 000 (ẹgbẹ̀wá ou ẹgbàá) comme références ; vingt  se dit ogún ou okòó, 50 est exprimé sous la forme 3 × 20 – 10 (àádọ́ta), 150 sous la forme 8 × 20 – 10 (àádọ́jọ), 3 000 sous la forme 15 × 200 (ẹgbẹ́ẹdógún) ;
- dans les langues eskimo-aléoutes d'Alaska et du Canada. Les Iñupiat d’Alaska ont inventé leur propre système de notation : les chiffres de Kaktovik.

## Mathématiques
En base 20, vingt chiffres (ou signes graphiques) sont utilisés, soit dix de plus que dans le système décimal usuel. Comme pour toute base de numération supérieure à 10, les symboles permettant de représenter les chiffres au-delà de neuf sont obtenus en utilisant les lettres de l'alphabet, en partant de A pour dix, et jusqu'à J pour dix-neuf. Une autre méthode de notation saute la lettre I (i majuscule correspondant à dix-huit) pour éviter toute confusion avec le chiffre 1. Ainsi le chiffre dix-huit s'écrit J et 19 s'écrit K. Il faut convenir à l'avance de la notation utilisée.
Le nombre est suivi de l'indice 20 pour indiquer la base utilisée. En résumé : 
| décimal       | 0 | 1 | 2 | 3 | 4 | 5 | 6 | 7 | 8 | 9 | 10 | 11 | 12 | 13 | 14 | 15 | 16 | 17 | 18 | 19 | 20 |
| ------------- | - | - | - | - | - | - | - | - | - | - | -- | -- | -- | -- | -- | -- | -- | -- | -- | -- | -- |
| duodécimal    | 0 | 1 | 2 | 3 | 4 | 5 | 6 | 7 | 8 | 9 | A  | B  | 10 | 11 | 12 | 13 | 14 | 15 | 16 | 17 | 18 |
| vicésimal     | 0 | 1 | 2 | 3 | 4 | 5 | 6 | 7 | 8 | 9 | A  | B  | C  | D  | E  | F  | G  | H  | I  | J  | 10 |
| autre méthode | 0 | 1 | 2 | 3 | 4 | 5 | 6 | 7 | 8 | 9 | A  | B  | C  | D  | E  | F  | G  | H  | J  | K  | 10 |

Comme dans tout système de numération, le nombre égal à la valeur de la base s'écrit 10, en l'occurrence ici vingt s'écrit 1020.
Décomposition de la notation
- 2020 = 3412 = 4010 (en effet, 2×20 = 40)
- 6F20 = B312 = 13510 (en effet, 6×20 + 15 = 135)
- DA20 = 1A612 = 27010 (en effet, 13×20 + 10 = 270)
- 10020 = 29412 = 40010 (en effet, 1×202 = 400)
- 4J920 = 119912 = 198910 (en effet, 4×202 + 19×201 + 9 = 1989)
- 51420 = 120812 = 202410 (en effet, 5×202 + 1×201 + 4 = 2024)
- 8CG20 = 200012 = 345610 (en effet, 8×202 + 12×201 + 16 = 3456)
- 100020 = 476812 = 800010 (en effet, 1×203 = 8000)
- 234020 = A00012 = 1728010 (en effet, 2×203 + 3×202 + 4×201 = 17280).
- 7FA820 = 3000012 = 6220810 (en effet, 7×203 + 15×202 + 10×201 + 8 = 62208).
- 1000020 = 7871412 = 16000010 (en effet, 1×204 = 160000)
- 10EE820 = 8000012 = 16588810 (en effet, 1×204 + 0×203 + 14×202 + 14×201 + 8 = 165888).
- 1B21C20 = 10000012 = 24883210 (en effet, 1×204 + 11×203 + 2×202 + 1×201 + 12 = 248832).

| Décimal           | Vicésimal      | Duodécimal       |
| ----------------- | -------------- | ---------------- |
| 270 + 45 = 315    | DA + 25 = FF   | 1A6 + 39 = 223   |
| 1989 - 135 = 1854 | 4J9 - 6F = 4CE | 1199 - B3 = 10A6 |
| 184 × 11 = 2024   | 94 × B = 514   | 134 × B = 1208   |
| 17280 ÷ 9 = 1920  | 2340 ÷ 9 = 4G0 | A000 ÷ 9 = 1140  |

Exemple de calcul
- Hexadécimal 1/5 indivisible
  - Hexadécimal : 100 ÷ 5 = 20
  - Vicésimal : CG ÷ 5 = 2B.4
- Duodécimal 1/13 indivisible
  - Duodécimal : 2000 ÷ 13 = 172.4972…
  - Vicésimal : 8CG ÷ F = BA.8

### Numéro de puissance
- Sénaire : 10 = 2×3
- Décimal : 10 = 2×5
- Duodécimal : 10 = 4×3
- Vicésimal : 10 = 4×5

| Exposant | Vicésimal         | Équivalent en duodécimal   | Équivalent en décimal        | Équivalent en sénaire              |
| -------- | ----------------- | -------------------------- | ---------------------------- | ---------------------------------- |
| 1        | 10                | 18                         | 20                           | 32                                 |
| 2        | 100               | 182 = 294                  | 202 = 400                    | 322 = 1 504                        |
| 3        | 1 000             | 183 = 4 768                | 203 = 8 000                  | 323 = 101 012                      |
| 4        | 10 000            | 184 = 78 714               | 204 = 160 000                | 324 = 3 232 424                    |
| 5        | 100 000           | 185 = 1 0A3 A28            | 205 = 3 200 000              | 325 = 152 330 452                  |
| 6        | 1 000 000         | 186 = 19 525 054           | 206 = 64 000 000             | 3210 = 10 203 424 144              |
| 7        | 10 000 000        | 187 = 2B8 804 8A8          | 207 = 1 280 000 000          | 3211 = 331 002 501 532             |
| 8        | 100 000 000       | 188 = 4 B65 47A 994        | 208 = 25 600 000 000         | 3212 = 15 432 132 502 304          |
| 9        | 1 000 000 000     | 189 = 83 28B 920 368       | 209 = 512 000 000 000        | 3213 = 1 031 113 132 522 212       |
| A        | 10 000 000 000    | 18A = 1 194 6B7 345 B14    | 2010 = 10 240 000 000 000    | 3214 = 33 440 105 133 555 224      |
| B        | 100 000 000 000   | 18B = 1A B77 741 75A 628   | 2011 = 204 800 000 000 000   | 3215 = 2 003 323 453 211 540 052   |
| C        | 1 000 000 000 000 | 1810 = 323 488 2A8 596 454 | 2012 = 4 096 000 000 000 000 | 3220 = 104 155 244 231 222 522 544 |
| -1       | 0.1               | 1/18                       | 0.05                         | 1/32                               |
| -2       | 0.01              | 1/294                      | 0.0025                       | 1/1504                             |
| -3       | 0.001             | 1/4768                     | 0.000125                     | 1/101012                           |

### Fractions et divisibilité
La fraction vicésimal est le même que décimal, leurs facteurs premiers sont 2 et 5. La plus grande différence entre le système décimal et le système vicésimal est la divisibilité par 4. Décimal 10 est indivisible par 4 et son quotient est de 2,5. Mais, vicésimal 10 est divisible par 4, son quotient est 5.
En plus, la divisibilité par 4 et un nombre impair est la propriété commune des duodécimal et vicésimal : duodecimal 10÷3 = 4, vicésimal 10÷5 = 4.
Le diviseur est 1020 ou moins
- 1 / 2 = 0,A
- 1 / 3 = 0,6D6D6D6D répétition
- 1 / 4 = 0,5
- 1 / 5 = 0,4
- 1 / 6 = 0,36D6D6D6D répétition
- 1 / 7 = 0.2H2H2H2H répétition
- 1 / 8 = 0,2A
- 1 / 9 = 0,248HFB248HFB répétition
- (1/1010) 1 / A = 0,2
- (1/1210) 1 / C = 0,1D6D6D6D6 répétition
- (1/1510) 1 / F = 0,16D6D6D6D répétition
- (1/1610) 1 / G = 0,15
- (1/1810) 1 / I = 0,1248HFB248HFB répétition
- (1/2010) 1 / 10 = 0,1

Diviseur est 1120 ou plus
- (1/2510) 1 / 15 = 0,0G
- (1/4010) 1 / 20 = 0,0A
- (1/5010) 1 / 2A = 0,08

Fraction principale
- 1 / 2 = 0,A
- 1 / 3 = 0,6D6D…
- 2 / 3 = 0,D6D6…
- 1 / 4 = 0,5
- 3 / 4 = 0,F
- 1 / 5 = 0,4
- 2 / 5 = 0,8
- 3 / 5 = 0,C
- 4 / 5 = 0,G

## Monétaire
Le sou était le résultat de la division par 20 du franc (5 centimes) de la même façon que le shilling valait un vingtième de livre. Cela explique l'expression autrefois courante : « Il te manque toujours dix-neuf sous pour faire un franc. » (Tu demandes toujours aux autres l'essentiel pour faire quelque chose).